# Station Kotórz Mały
Station Kotórz Mały is een spoorwegstation in de Poolse plaats Kotórz Mały.